# Минусинский угольный бассейн
Минусинский угольный бассейн расположен в Минусинской котловине (Республика Хакасия), связан железнодорожными магистралями с Новокузнецком, Ачинском и Тайшетом.
Угольный бассейн приурочен к Южно-Минусинской депрессии — прогибу межгорного типа и представляет собой ряд брахсинклиналей и мульд, чередующихся с поднятиями. Угленосная формация пермо-карбонового возраста включает хакасскую и аршановскую серию угленосных осадков, разделённых безугольной свитой. Мощность формации изменяется от 500—600 м до 1800 м. В ней насчитывается до 80 пластов углей марок Д и Г, коэффициент угленосности 1 — 7 %. Угленосные отложения имеют полого-волнистое залегание, осложнённое редкими разрывными нарушениями с небольшой амплитудой в центральной части бассейна и разноамплитудными — на окраинах.
Сведения об угленосности бассейна относятся к XVIII веку. Добыча угля началась в 1904 году на Изыхском и Черногорском месторождениях. До 1917 года в Минусинском бассейне эксплуатировались мелкие кустарные шахты.
В 1926—1928 годах Г. А. Ивановым была выполнена детальная геологическая съёмка угольного бассейна и оконтурены все известные ныне угольные месторождения. К наиболее крупным из них относятся Черногорское и Изыхское угольные месторождения.
Балансовые запасы углей 2,7 млрд т. В бассейне преобладают каменные длиннопламенные угли с теплотой сгорания 31—37 МДж/кг. Содержание серы редко превышает 1 %. Угли относятся к среднезольным, при этом максимальная зольность (11—29,7 %) характерна для углей Изыхского месторождения, минимальная (6,6—17,8 %) — для углей Бейского месторождения. Основное направление использование добытого угля — теплоэнергетическое. Добыча угля в бассейне ведётся пятью разрезами и двумя шахтами, в 2002 году она составила 5,683 млн т.